# Apatura

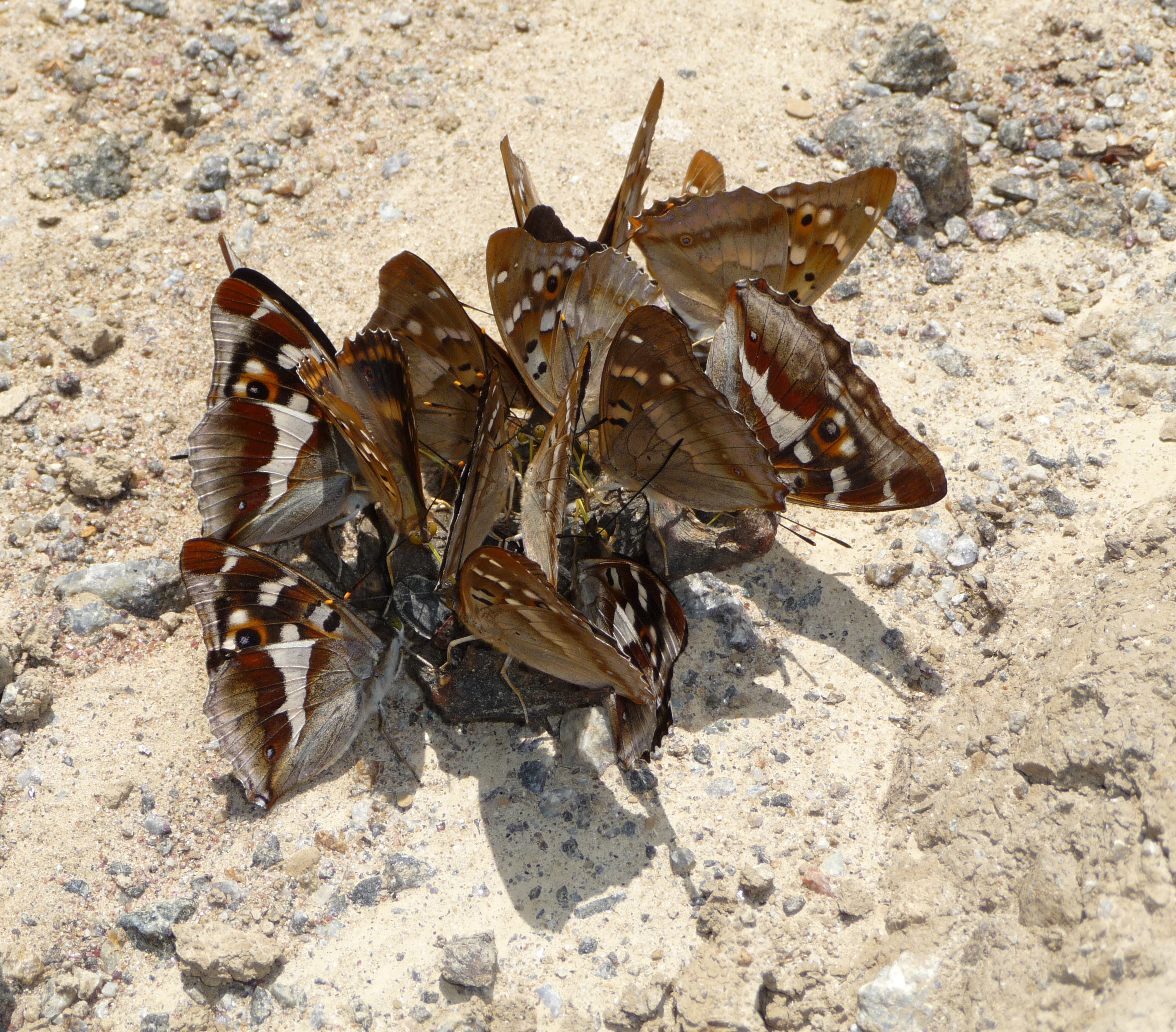
Apatura iris và Apatura ilia ăn chất ẩm trên xác chết chủa Rana temporaria, Ukraina

Apatura là một chi thuộc phân họ Apaturinae trong Họ Bướm giáp thường được gọi là "hoàng đế". Chi này có loài.

## Các loài
Các loài xếp theo bảng chữ cái
- Apatura ilia ([Denis and Schiffermüller], 1775)
- Apatura iris (Linnaeus, 1758)
- Apatura laverna Leech, 1893
- Apatura metis Freyer, 1829

Đã chuyển đến chi Chitoria:
- Apatura fasciola (Leech, 1890) nay ở trong Chitoria fasciola
- Apatura sordida (Moore, 1865) nay ở trong Chitoria sordida
- Apatura ulupi (Doherty, 1889) – nay ở trong Chitoria ulupi
- Apatura vietnamica Nguyen, 1979 nay ở trong Chitoria vietnamica

Đã chuyển đến chi Mimathyma:
- Apatura ambica (Kollar, 1844) nay ở trong Mimathyma ambica
- Apatura chevana Moore 1865 – nay ở trong Mimathyma chevana
- Apatura nycteis Ménétriès, 1859 nay ở trong Mimathyma nycteis
- Apatura schrenckii Ménétriès, 1858 nay ở trong Mimathyma schrenckii

## Hình ảnh

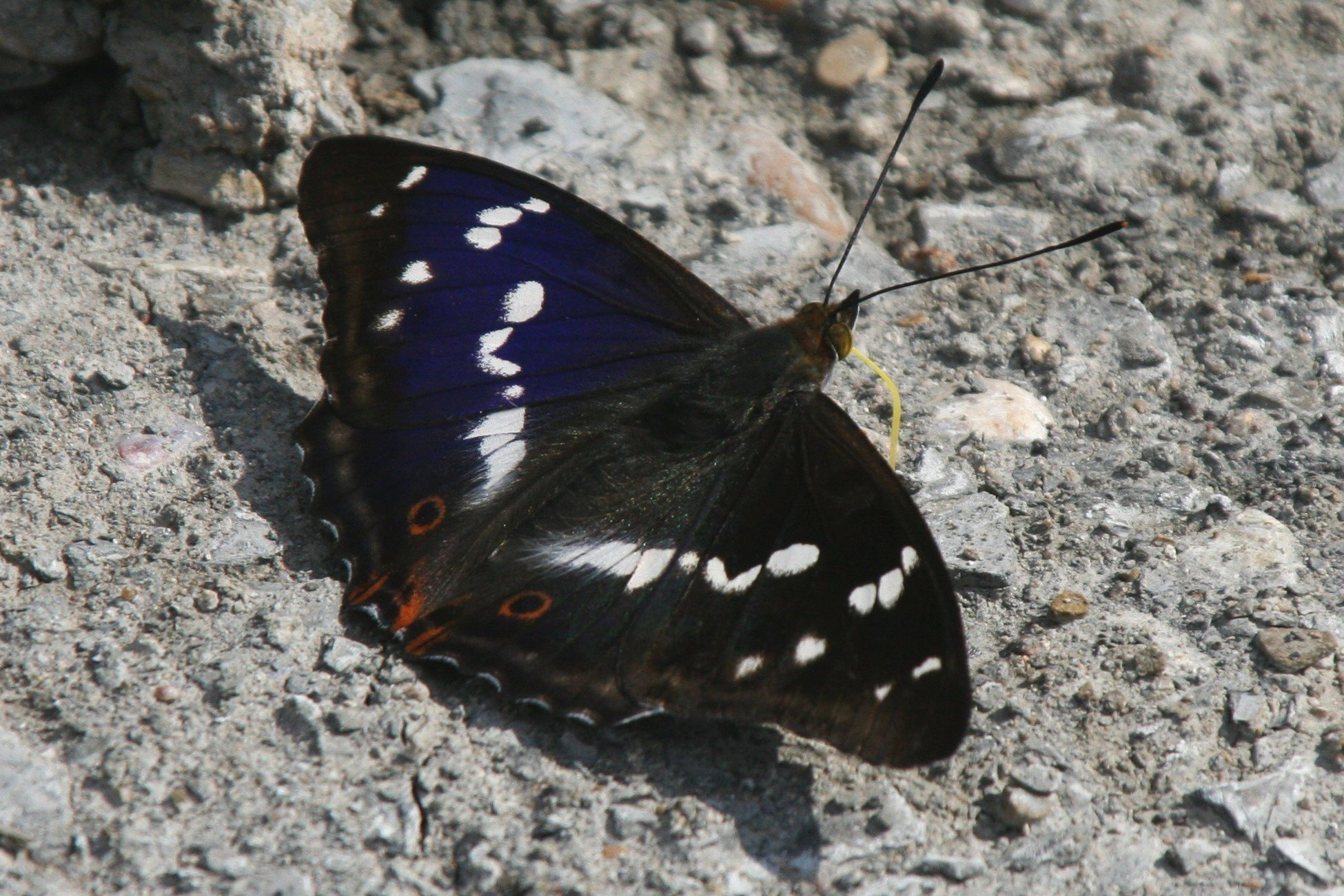
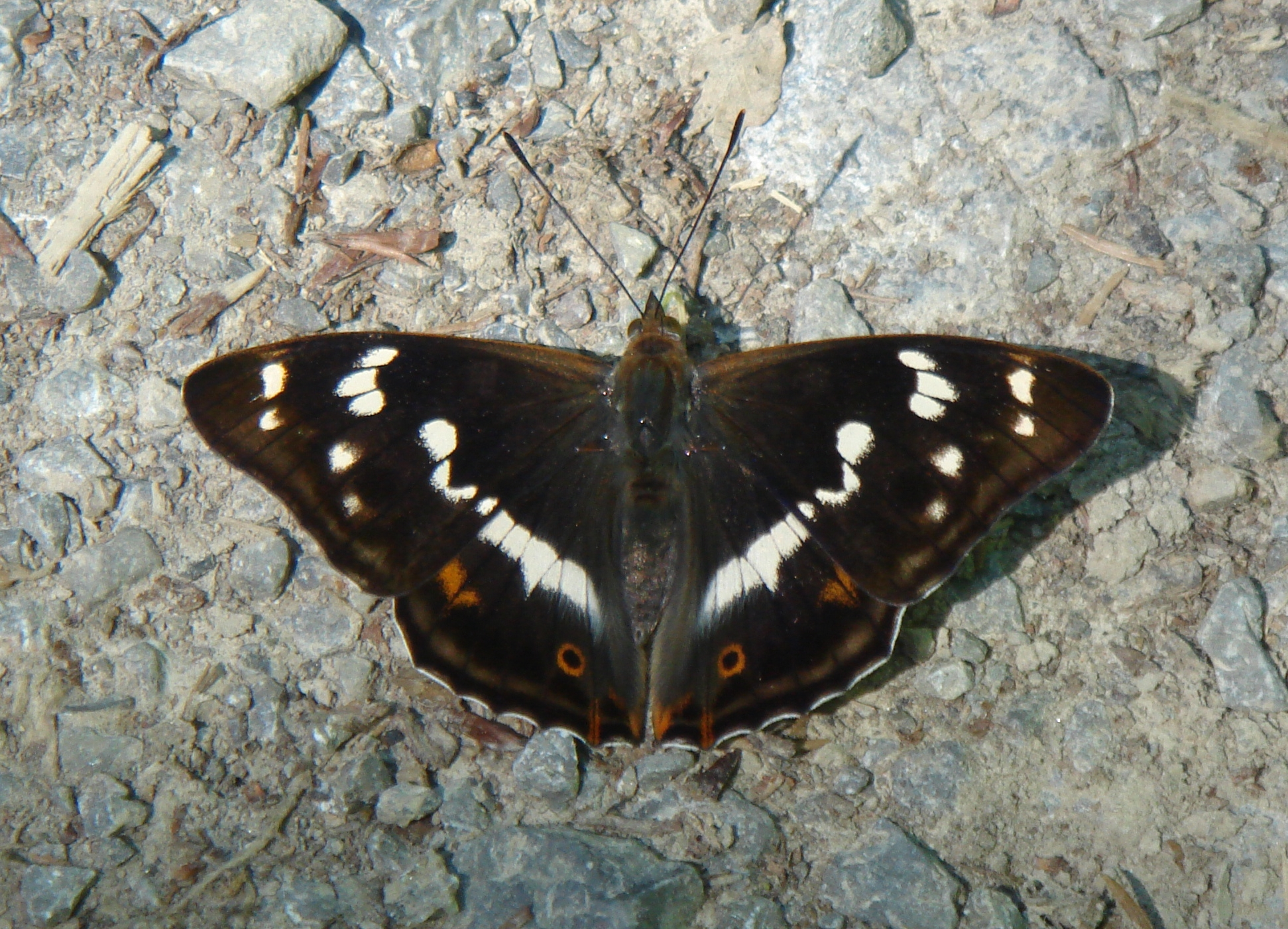
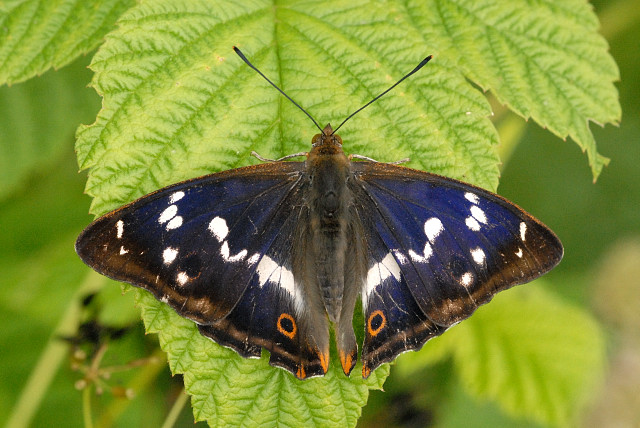
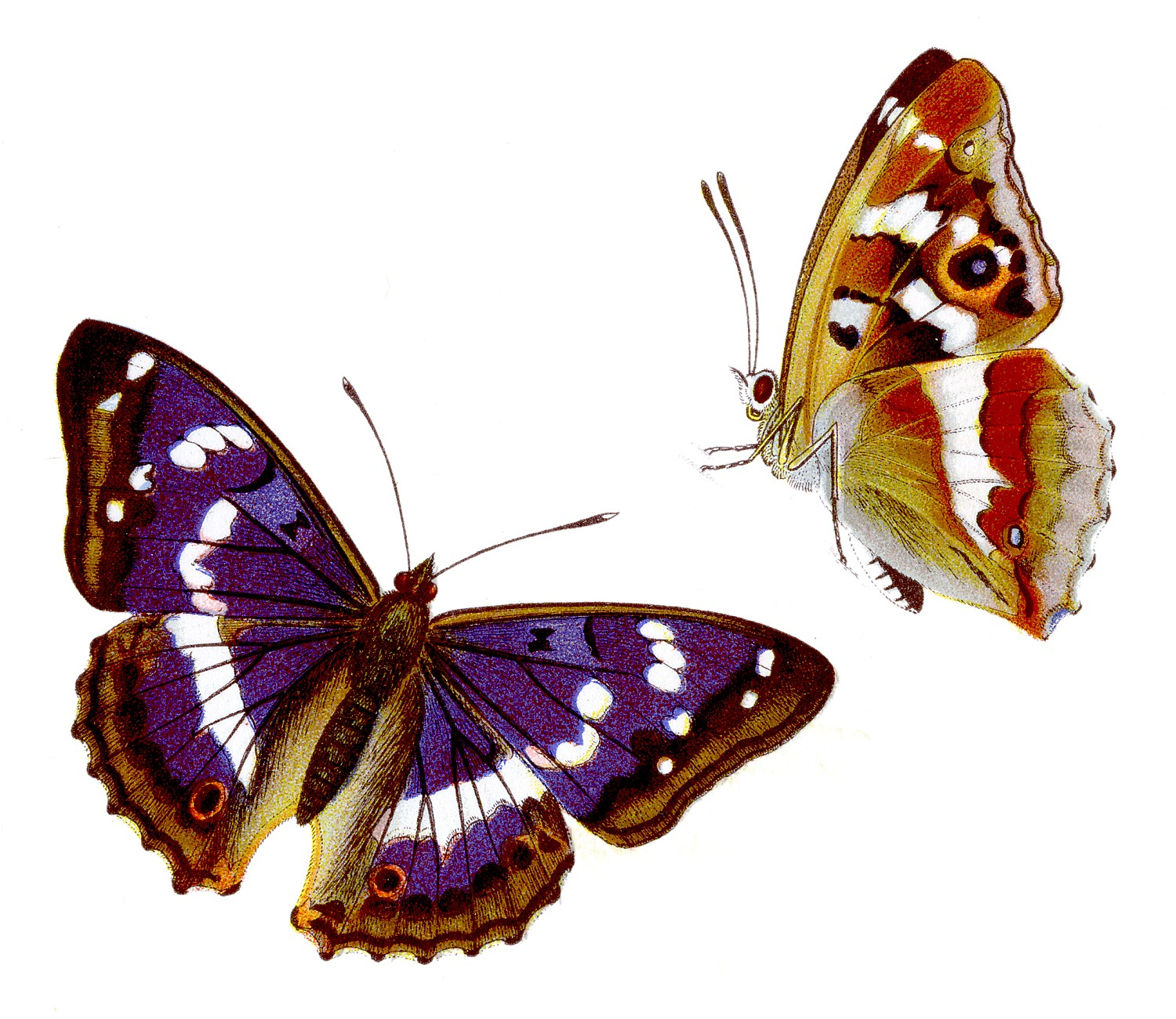
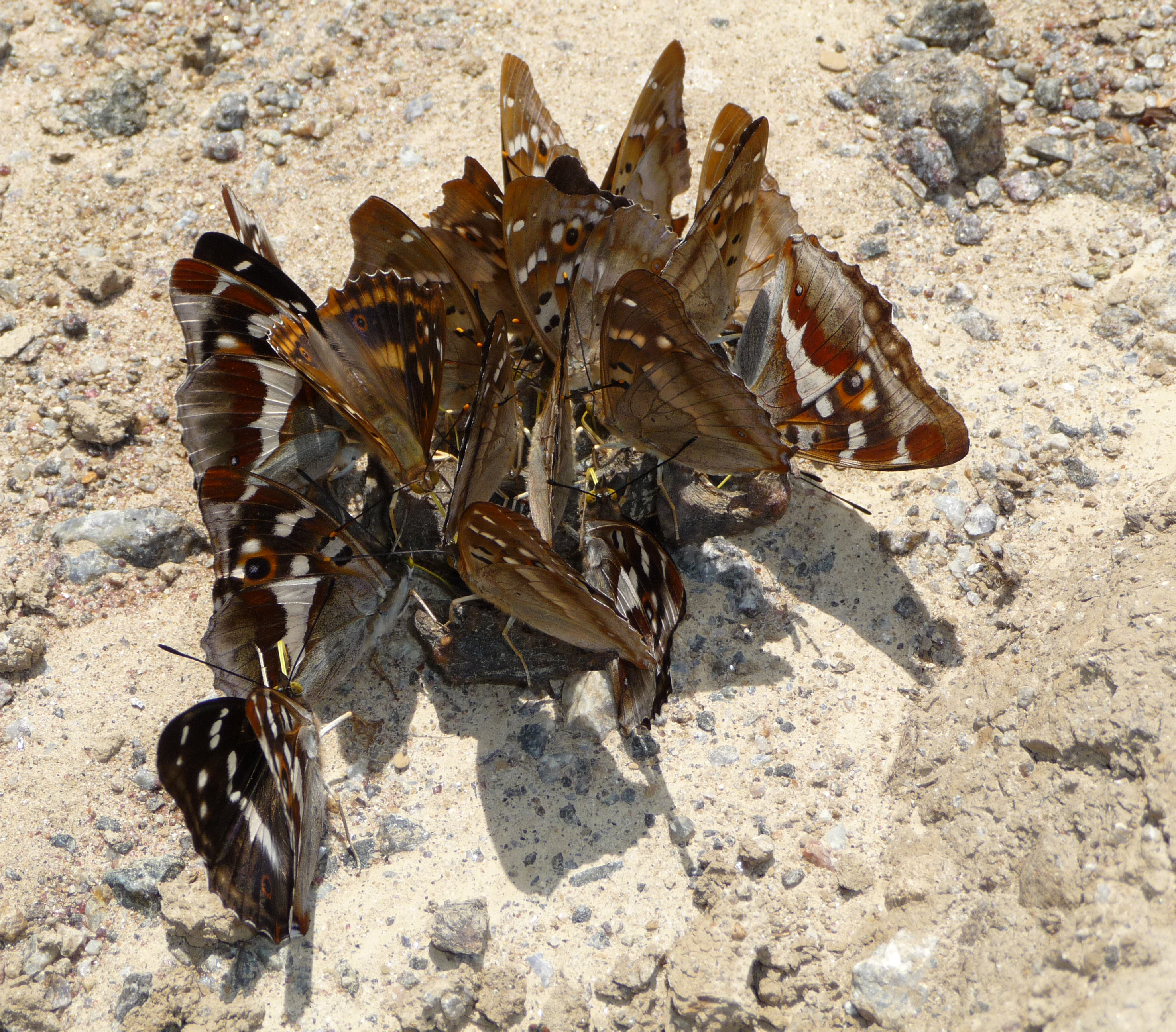
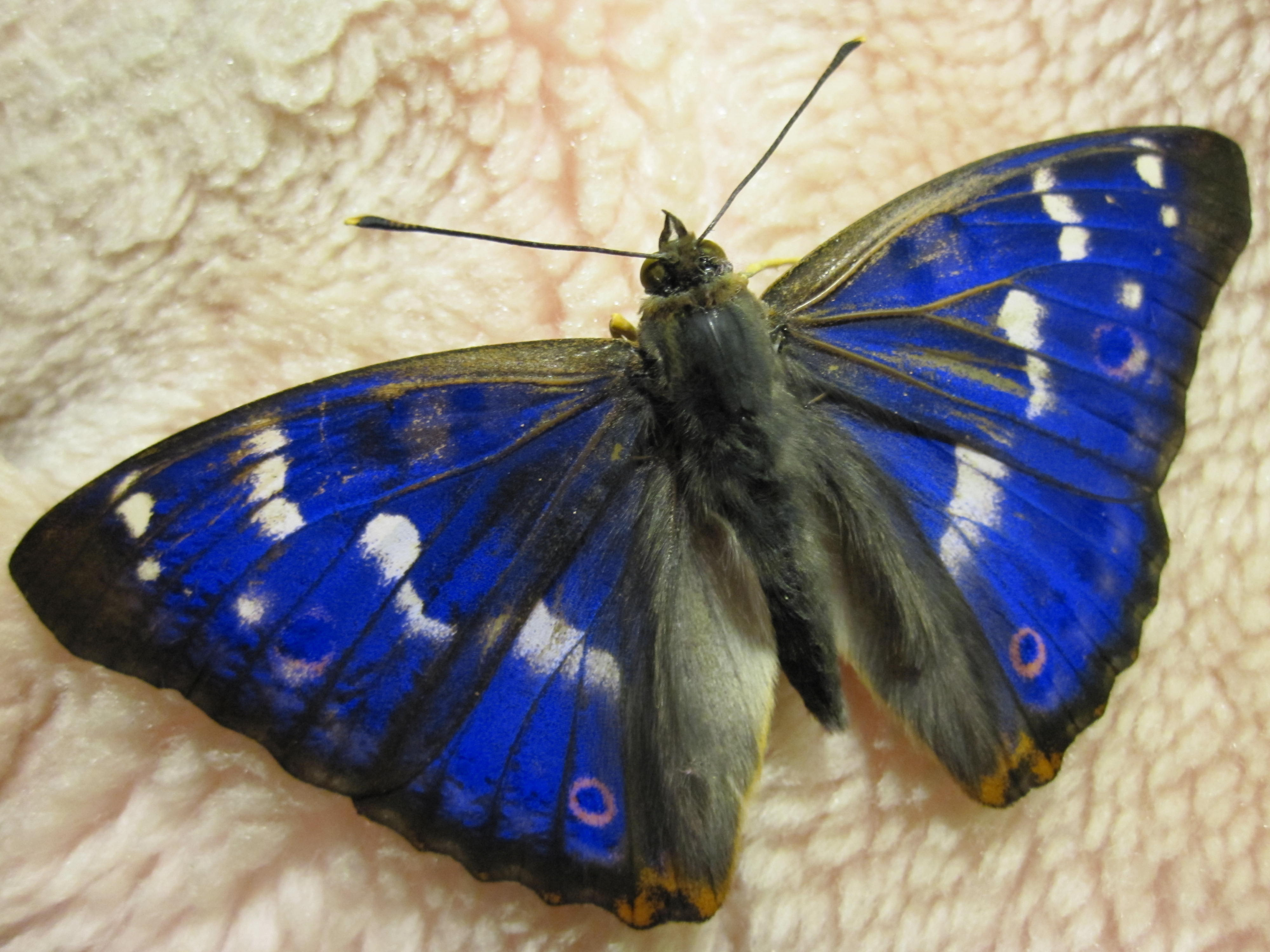